# 1-Acétyl-2-phénylhydrazine
La 1-acétyl-2-phénylhydrazine est un hydrazide de formule brute C8H10N2O. C'est aussi un dérivé de la phénylhydrazine.